# Un fidanzato per mamma e papà
Un fidanzato per mamma e papà (Holiday in Handcuffs) è un film per la televisione del 2006 diretto da Ron Underwood e trasmesso in prima visione dalla ABC Family il 9 dicembre 2007. Il film vede protagonisti Melissa Joan Hart, Mario López, Markie Post e Timothy Bottoms.

## Trama
Trudie, un'aspirante pittrice che fa la cameriera in un ristorante, fallisce un colloquio di lavoro e viene lasciata dal suo ragazzo. In preda a un esaurimento nervoso e non volendo trascorrere da single le vacanze con la famiglia, rapisce David Martin, un cliente del ristorante, e lo presenta ai genitori come il suo fidanzato Nick. Per il giovane è impossibile fuggire, poiché la casa di villeggiatura in cui Trudie lo ha portato è completamente isolata. Decide così di stare al gioco, almeno fino a quando non arriva la polizia. Ma è proprio allora che David si rende conto di essersi innamorato della sua rapitrice e decide di lasciare la sua promessa sposa per sposare Trudie.